# Microterys brachypterus
Microterys brachypterus är en stekelart som först beskrevs av Mercet 1921.  Microterys brachypterus ingår i släktet Microterys och familjen sköldlussteklar. Inga underarter finns listade i Catalogue of Life.